# Adzusa
Adzusa là một chi bọ cánh cứng trong họ 
Elateridae.
Chi này được miêu tả khoa học năm 1957 bởi Kishii.

## Các loài
Chi này có các loài:
- Adzusa inexpecta Kishii, 1957